# アントワーヌとコレット/二十歳の恋
『アントワーヌとコレット』（フランス語: Antoine et Colette）は、フランソワ・トリュフォーの監督による、1962年のフランスの短編映画である。国際オムニバス映画『二十歳の恋』のフランス篇として制作された。
「アントワーヌ・ドワネルの冒険」ものの第二作目にあたり、前作『大人は判ってくれない』から3年後という設定。当初トリュフォー監督は、ヒットに便乗したシリーズものの映画を毛嫌いしており、本作も『大人は判ってくれない』のあからさまな続篇にはなっていなかった（オープニングのナレーションは後から付け加えられたもの）。しかし撮影が進むにつれて構想が膨らんでいき（撮影はほとんどが即興で行われた）、ついにシリーズ化する決心を固めたのだという。

## ストーリー
アントワーヌ・ドワネルは17歳。かつて非行を重ねて少年鑑別所に送られたが、脱走、すぐに連れ戻されて精神科医の治療を受ける。やっと社会復帰に成功し、レコード会社に勤め始めた。
アントワーヌはある夜、クラシックのコンサートで同年代の美しい少女コレットに出会った。二人はすぐに親密になり、アントワーヌはコレットの一家が住むアパルトマンの向かい側の部屋に引っ越した。彼女の両親にはすぐに気に入られたアントワーヌだったが、コレットはそんな彼を仲の良い友達という程度にしか思ってくれなくて…。

## キャスト
- アントワーヌ・ドワネル：ジャン＝ピエール・レオ
- コレット：マリー＝フランス・ピジエ
- ルネ・ビジェー：パトリック・オーフェー
- コレットの母：ロジー・ヴァルト
- コレットの父：フランソワ・ダルボン
- アルベール・タッツィ：ジャン＝フランソワ・アダン
- ナレーション：アンリ・セール

## 解説
- ストーリーはトリュフォー監督の体験に基づいている。ただし、映画でのコレットにあたる女性の名前はリリアーヌである。「リリアーヌ」という名前の女性は『アメリカの夜』、『逃げ去る恋』で登場する。
- アントワーヌの部屋には野口久光の描いた『大人は判ってくれない』の日本初公開のときのポスターの原画の複製写真が飾ってある。原画はトリュフォーが1962年に来日したときに野口からトリュフォーに贈られた。
- アントワーヌが働くレコード店のシーンで、ジャンヌ・モローの歌声が聞こえる。
- マリー＝フランス・ピジエは当時パリ大学の法科に在学中だったが、17年後の『逃げ去る恋』では弁護士として登場する。